# ۱۷۹۶ (میلادی)
۱۷۹۶ (میلادی) هزار وهفتصد و نود و ششمین سال تقویم میلادی است.

## رویدادها
- نابودی جمهوری ونیز توسط امپراتوری اتریش .
- انقراض پادشاهی افشاریه توسط قاجاریان.

## زادگان
- ۶ ژوئیه - نیکلای اول، تزار روسیه.
- ۲۲ فوریه – آدولف کوتله، ستاره‌شناس و ریاضی‌دان بلژیکی (د. ۱۸۷۴)
- ۱۶ ژوئیه – ژان باپتیست کامی کورو، نقاش فرانسوی (د. ۱۸۷۵)
- ۳۰ نوامبر – کارل لوه، آهنگساز آلمانی (د. ۱۸۶۹)
- ۲۷ دسامبر – غالب دهلوی، شاعر هندی (د. ۱۸۶۹)

## درگذشتگان
- ۱۷ نوامبر - کاترین دوم روسیه، امپراتریس روسیه.
- ۲۱ ژوئیه – رابرت برنز، ترانه‌سرا و شاعر بریتانیایی (ز. ۱۷۵۹)